# Radek Vítek
Radek Vítek (Vsetín, 24 ottobre 2003) è un calciatore ceco, portiere del Bristol City in prestito dal Manchester Utd.

## Carriera

### Club
Cresciuto nel settore giovanile del Sigma Olomouc, nel 2020 è stato acquistato dal Manchester Utd che lo ha assegnato alla sua formazione Under-18; successivamente è passato alla squadra Under-21 dei Red Devils, con cui ha esordito tra i professionisti giocando 2 partite (con complessive 10 reti subite) nel Football League Trophy a cavallo tra le stagioni 2022-2023 e 2023-2024.
Il 25 gennaio 2024 ha prolungato il contratto ed è stato ceduto in prestito all'Accrington Stanley, club della quarta divisione inglese, fino al termine della stagione 2023-2024; ha esordito con questo club due giorni dopo nella partita di Football League Two vinta 1-0 contro il Forest Green ed in generale ha terminato la stagione con 30 reti subite in 18 partite di campionato giocate.
Il 21 agosto 2024 è passato con la stessa formula al Blau-Weiß Linz, club della prima divisione austriaca.
Il 28 luglio 2025 viene ufficializzato il suo rinnovo di contratto con i red devils fino al 2028 e contestualmente passa in prestito al Bristol City.

### Nazionale
Ha giocato nelle nazionali giovanili ceche Under-15, Under-17, Under-19 ed Under-20.

## Statistiche

### Presenze e reti nei club
Statistiche aggiornate al 17 maggio 2025.
| Stagione                          | Squadra                           | Campionato                        | Campionato | Campionato | Coppe nazionali | Coppe nazionali | Coppe nazionali | Coppe continentali | Coppe continentali | Coppe continentali | Altre coppe | Altre coppe | Altre coppe | Totale | Totale | Totale |
| Stagione                          | Squadra                           | Comp                              | Pres       | Reti       | Comp            | Pres            | Reti            | Comp               | Pres               | Reti               | Comp        | Pres        | Reti        | Pres   | Reti   |        |
| --------------------------------- | --------------------------------- | --------------------------------- | ---------- | ---------- | --------------- | --------------- | --------------- | ------------------ | ------------------ | ------------------ | ----------- | ----------- | ----------- | ------ | ------ | ------ |
| 2022-2023                         | Manchester Utd Under-21           | -                                 | -          | -          | -               | -               | -               | -                  | -                  | -                  | FLT         | 1           | -2          | 1      | -2     |        |
| 2023-gen.2024                     | Manchester Utd Under-21           | -                                 | -          | -          | -               | -               | -               | -                  | -                  | -                  | FLT         | 1           | -8          | 1      | -8     |        |
| Totale Manchester United Under-21 | Totale Manchester United Under-21 | Totale Manchester United Under-21 | -          | -          |                 | -               | -               |                    | -                  | -                  | -           | 2           | -10         | 2      | -10    |        |
| gen.-giu. 2024                    | Accrington Stanley                | FL2                               | 18         | -30        | FACup+CdL       | 0+0             | 0               | -                  | -                  | -                  | FLT         | 0           | 0           | 18     | -30    |        |
| 2024-2025                         | Blau-Weiß Linz                    | BL                                | 25         | -31        | CA              | 2               | -2              | -                  | -                  | -                  | -           | -           | -           | 27     | -33    |        |
| Totale carriera                   | Totale carriera                   | Totale carriera                   | 43         | -61        |                 | 2               | -2              |                    | -                  | -                  |             | 2           | -10         | 47     | -73    |        |